# Rothenburger Verband Schwarzer Verbindungen
Der Rothenburger Verband Schwarzer Verbindungen (RVSV) war ein Dachverband nichtfarbentragender Studentenverbindungen, die das Prinzip der unbedingten Satisfaktion vertraten und Schlägermensuren fochten.
Der Verband wurde im Jahr 1919 gegründet. Seine Vorläufer waren der 1903 gegründete Mündener Vertreter Convent (MVC) an Technischen Hochschulen und der 1908 gegründete Rothenburger Ersten-Convent (REC) an Universitäten, der bis 1911 den Namen Schwarzer Verband getragen hat.
Das schwarze Prinzip wurde in der Ablehnung äußerer Abzeichen wie Band und Mütze (Couleur) verstanden. Die Farben wurden lediglich im Wappen und in der Fahne geführt, wobei aber auch Bier- und Weinzipfel und schwarzer Chargenwichs üblich waren. Es bestand eine gewisse Ähnlichkeit mit dem Miltenberger Ring, dessen Mitgliedsverbindungen ebenfalls das schwarze Prinzip hatten und Mensuren fochten.
Ab 1922 zeigten sich erste Sezessionserscheinungen, als einige Mitgliedsverbindungen die Einführung des Farbentragens beschlossen und aus dem Verband ausschieden. Diese Tendenz setzte sich bis zur endgültigen Auflösung des RVSV im Jahre 1933 fort.

## Zusammensetzung des RVSV
Dem RVSV gehörten folgende Studentenverbindungen an:
1. Askania Berlin (1923 Wechsel zur Deutschen Landsmannschaft (DL))
2. Fridericiana Berlin (1922 Austritt, 1923 Fusion mit der Wehrschaft Burgundia Berlin in der Deutschen Wehrschaft (DW))
3. Normannia Bonn (1930 Austritt und Fusion mit der Burschenschaft Guestphalia, heute Burschenschaft der Norddeutschen und Niedersachsen, verbandsfrei)
4. Rothenburg Danzig (1925 spaltet sich ein Teil als Corps Cheruskia Danzig ab, 1933 Eintritt in den Miltenberger Ring (MR), heute Akademische Verbindung Palato-Sinapia, verbandsfrei)
5. Gotia Freiburg (1922 Wechsel zum Vertreter-Convent (VC), heute Turnerschaft Gotia-Zaringia im Coburger Convent (CC))
6. Schwarzwald Freiburg (1934 Fusion mit Albingia Freiburg im MR, heute Verbindung Albingia-Schwarzwald-Zaringia im MR)
7. Thuringia Halle (1925 Wechsel als Corps zum Naumburger Senioren-Convent, 1933 Wechsel als Turnerschaft in den Vertreter-Convent (VC), 1976 als Saxo-Thuringia-Marchia-Vandalia et Hasso-Nassovia in Gießen vertagt)
8. Naturwissenschaftlicher Verein Jena (1926 Austritt und 1929 Eintritt in den Akademischen Turnbund (ATB))
9. Cheruskia Karlsruhe (1925 Wechsel als Corps zum Weinheimer Seniorenconvent (WSC), heute Corps Friso-Cheruskia Karlsruhe)
10. Fidelitas Karlsruhe (1927 Wechsel zur DL, heute Landsmannschaft Cimbria-Fidelitas im CC)
11. Palatia Karlsruhe (1933 Wechsel zum MR, heute Akademische Verbindung Palato-Sinapia, verbandsfrei)
12. Sinapia Karlsruhe (1933 Wechsel zum MR, heute Akademische Verbindung Palato-Sinapia, verbandsfrei)
13. Albertia Königsberg (1933 Eintritt in den ATB, heute ATV Albertia Göttingen)
14. Fridericiana Leipzig (1924 Wechsel in den VC, heute Turnerschaft im CC in Mannheim)
15. Nibelungia Marburg (1922 Wechsel zur DL)
16. Apollo München (1933 Wechsel zur Deutschen Burschenschaft (DB), heute Burschenschaft Franco-Bavaria, verbandsfrei)
17. Babenbergia München (1933 Wechsel zur DB und Fusion mit Hylesia, heute Burschenschaft Franco-Bavaria, verbandsfrei)
18. Hylesia München (1933 Fusion mit Babenbergia, heute Burschenschaft Franco-Bavaria, verbandsfrei)
19. Polytechnischer Club München (1933 Wechsel zur DB, heute Burschenschaft Franco-Bavaria, verbandsfrei)
20. Gaudeamus Stuttgart (1933 Wechsel zur DB, heute Akademische Verbindung Gaudeamus, verbandsfrei)
21. Germania Stuttgart (1929 Wechsel zur DL, heute Akademische Verbindung Germania, verbandsfrei)
22. Lichtenstein Tübingen (1934 Eintritt in die DL, heute Akademische Verbindung Lichtenstein, verbandsfrei)
23. Adelphia Würzburg (1933 Wechsel zur DB, heute Burschenschaft Adelphia, verbandsfrei)